# Thecidellina meyeri
Thecidellina meyeri är en armfotingsart som beskrevs av Hoffmann och Lüter -in press. Thecidellina meyeri ingår i släktet Thecidellina och familjen Thecidellinidae.
Artens utbredningsområde är Karibiska havet. Inga underarter finns listade i Catalogue of Life.